# Ribulose
Ribulose ist ein Einfachzucker (Monosaccharid) aus der Gruppe der Kohlenhydrate. Da sie fünf Kohlenstoffatome besitzt, gehört die Ribulose zu den Pentosen, wegen ihrer Ketogruppe ist sie außerdem eine Ketose. 

## Vorkommen
D-Ribulose kommt in der Natur in allen Pflanzen als Stoffwechselprodukt vor. Ebenso ist sie ein häufiges Stoffwechselintermediat in Bakterien (als Ribulose-5-phosphat).

## Herstellung
D-Ribulose kann durch Epimerisierung aus D-Arabinose in Pyridin gewonnen werden.

## Eigenschaften
Alle Pentosen besitzen die Summenformel C5H10O5. 
Die meisten Monosaccharide können sowohl offenkettig, als auch in Ringform vorliegen. Wegen der Chiralität des Moleküls existieren zwei verschiedene Stereoisomere (D- und L-Ribulose). Ribose und Arabinose als Aldopentosen stehen mit der Ketopentose Ribulose im tautomeren Gleichgewicht.
| D-Ribulose – Schreibweisen | D-Ribulose – Schreibweisen | D-Ribulose – Schreibweisen |
| Keilstrichformel           | Haworth-Schreibweise       | Haworth-Schreibweise       |
| -------------------------- | -------------------------- | -------------------------- |
|                            | α-D-Ribulofuranose         | β-D-Ribulofuranose         |

## Biologische Bedeutung
Ribulose ist eine wichtige Verbindung im Calvin-Zyklus, durch den CO2 zu Glucose assimiliert wird. Für diese sogenannte Dunkelreaktion der Photosynthese wird aus der Lichtreaktion gewonnene Energie verwendet. Im Calvin-Zyklus stellt sie als D-Ribulose-1,5-bisphosphat das Anfangsmolekül, welches sich mit Kohlenstoffdioxid verbindet.